# Жартас (Павлодарская область)
Жартас (каз. Жартас) — упразднённое село в Павлодарской области Казахстана. Находилось в подчинении городской администрации Экибастуза. Входило в состав Олентинского сельского округа. Упразднено в 2012 году. Код КАТО — 552249200.

## Население
В 1999 году население села составляло 107 человек (55 мужчин и 52 женщины). По данным переписи 2009 года в селе проживало 15 человек (10 мужчин и 5 женщин).